# Pristimantis lirellus
Espèce
Synonymes
- Eleutherodactylus lirellus Dwyer, 1995

Statut de conservation UICN

 LC  : Préoccupation mineure
Pristimantis lirellus est une espèce d'amphibiens de la famille des Craugastoridae.

## Répartition
Cette espèce est endémique de la province de Lamas dans la région de San Martín au Pérou. Elle se rencontre entre 470 et 1 200 m d'altitude dans la cordillère Centrale.

## Publication originale
- Dwyer, 1995 : A new species of Eleutherodactylus from Peru (Anura: Leptodactylidae). Amphibia-Reptilia, vol. 16, no 3, p. 245-256.